# Rivalidade (economia)
Em Economia, rivalidade é a situação em que o consumo de um bem por uma pessoa reduz a quantidade disponível desse bem para o restante da sociedade.
A teoria econômica neoclássica classifica os bens, segundo suas características, em excluíveis ou não-excluíveis e em rivais ou não-rivais. Um bem é rival quando seu consumo por uma pessoa reduz a quantidade disponível para o restante da sociedade e é excluível quando é possível impedir que alguém o consuma (seja por razões econômicas, jurídicas, políticas ou naturais). Se os bens forem simultaneamente rivais e excluíveis, tratar-se-á de bens privados. Já os bens públicos, por deﬁnição, são não-rivais e não-excluíveis.  